# 曙光 (网站)
曙光是一个 中法科学与大学的社区门户。 它于2009年由 法国驻上海总领事馆科技处与大学处创立, 并与法国Académie des Sciences合作。落成仪式于2010年5月21日在著名的上海Expo 2010的法国馆创立。该门户网站可通过以下地址进行访问www.aurore-sciences.org （页面存档备份，存于）.

## 介绍
作为在科学研究中不同活动者之间的交流平台, 曙光是一个面向中法高等教育和科研界总体合作的互动数据库 。 它由Consulat général de France à Shanghai 科技处与大学处发展，并与法国Académie des Sciences合作, 它涵盖了科学、技术和人文社会科学领域。它允许科研界的所有活动者进行免费注册，寻找合适的合作方，并实现合作。
曙光的目标是集结所有的信息，涉及在科学技术领域中各个参与者 、机构 、 在 法国 和 中国 的合作项目。该平台也鼓励研究人员互相联系并与加入主题工作组。曙光的长期目标是成为在中国 和 法国的科学研究和合作的窗口 。众多大机构和学校的研究人员 （CNRS, Inserm, Académie des Sciences, École Nationale Supérieure des Mines, Conservatoire National des Arts et Métiers, Paristech, INRIA, Institut Pasteur, IRD, INRA...）都已经登入了该平台。

## 目标
该平台同时涵盖了科学科技和人文社科领域， 有 三个主要的功能性. 

信息告知 
 
通过发布中法两国科研教育网络的分布情况，曙光使人们能寻找并建立合适的合作伙伴。它也将合作计划、现有机构和研究人员的相关信息集合起来。最终, 曙光列出所有有用的信息，包括科技情报、活动日程、项目与奖学金的招募。
交流 
 
曙光的目标是改进中法科研人员的交流，尤其是科研合作时事新闻的交流工作。在各位成员的共同贡献下，该门户成为一个真正的社区网络。
合作
 
曙光简便了沟通，使研究团队及项目的交流变得更积极更容易。该平台能使研究人员互相取得联系，并加入主题工作组群。

## 界面
曙光作为一个双语门户 (法文-中文)，拥有以下几个板块: 
时事新闻 
 
该窗口集中了中法科研时事 ，以展现当今合作的价值。
它由四个专栏组成。日程专栏提供最新的科学时事活动信息。Canal académie专栏介绍科学研究领域的著名人物和活动。时事新闻专栏将刊登科研机构发表的科学新闻。最后，成员的文献专栏成为由网站成员发表的所有文献的数据库。
成员
 
该窗口列出了所有在此平台上注册的成员，并能查看他们的资料。 包括每个成员填写的信息：名字、研究和专业领域、附属的机构…，并能和这些会员取得联系。
机构 
 
该窗口介绍在网站注册的机构 (联系方式、详细构成、优势领域等等)。这些机构通过若干标准分类：地理位置 （国家及地区），机构类型 （大学、研究机构、 医疗机构）。
合作 
 
该窗口描述合作计划、参与的成员和机构。
群组 
 
该窗口通过创建并活跃讨论群组的互动，来简便科学社区间的交流。它真正地展现了曙光门户论坛的功能。

## 活动者
平台涉及到科研界不同的活动者。 它面向: 

- 研究人员，能够寻找并发现其领域的远程合作方，获得中法科研机构网络中的明确信息，以及所有科学新闻时事; 

- 大学、中心、实验室和科研机构 ：他们获得更宽阔的视野，无论是关于项目还是体制 ; 

-  行政和领事服务 与高等教育和研究相关：他们可获得所有的数据，并发布针对中法科学社区的通知和信息；

-  中央行政机构 （部、科学院…) 它们拥有对合作、活动者、机构和项目的全局视野。 

## 合作方
同样地，平台依靠着一个坚固的合作方网络:

- Académie des Sciences
- Canal Académie
- Campus France
- Institut français